# Xapo
ザポ（英: Xapo Limited）は香港に本社を置く企業。仮想通貨ビットコイン保管およびビットコインを用いたデビットカードを提供するオンラインウォレットサービス事業者である。子会社にパロアルトに拠点を置き米国在住者向けサービスを提供するXapo, Inc.がある。

## 概要
ビットコインウォレットと保管庫を組み合わせたサービスを提供している。2014年3月7日に発生したマウントゴックス事件を受けて創業者Wences Casaresは仮想通貨にも安全な保管場所が必要と考えこの会社を設立した。保管場所であるデータセンターはスイスアルプス山中のシェルターにあり、Deltalis社の厳重なセキュリティーで警備された場所にオフラインで管理されている。この保管場所は2014年の時点で2000人の顧客から預託に利用されており、年間0.12％の保管手数料を受け取っている。
ビットコインを用いたデビットカードも提供しているが、ヨーロッパ在住者以外のデビットカードサービスは2017年10月15日をもって終了した。これはイシュアのWavecrest社がVISA会員規約違反を犯したため、同社により発行されたVisaプリペイドカードが効力を停止された結果と言われている。

2014年8月LifeLockからレモン社の従業員や設備を用いてXapoを立ち上げ準備をした違反行為があったと提訴されている。

## 沿革
- 2013年12月11日 - LifeLockがWences CasaresのLemon Digitalを4,260万ドルで買収[4]
- 2014年3月 - 売却資金を元手にWences CasaresがXapo創業[5]
- 2014年3月 - ベンチマーク、フォートレス・インベストメント・グループ、リビットキャピタルから2000万ドル調達[6]
- 2014年7月 - グレイロック・パートナーズとインデックス・ベンチャーズ等から2000万ドル調達[7]
- 2014年8月 - LifeLockから提訴される[8]
- 2017年8月22日 - 10月15日にヨーロッパ在住者以外のVISAデビットカード提供停止を発表[9]